# Sylvia’s Mother
«Sylvia’s Mother» — песня американской рок-группы Dr. Hook & the Medicine Show, написанная для неё Шелом Силверстайном и вошедшая в дебютный (именной) альбом. Сингл «Sylvia’s Mother» поднялся до #5 в Billboard Hot 100 и #2 в Великобритании. Сингл возглавил ирландский и австралийский чарты, заняв #15 в итоговом списке популярнейших песен года в Австралии.

## Содержание
Песня рассказывает историю влюбленного, который пытается по телефону попрощаться с уезжающей девушкой и которому мешает в этом мать последней. Песня носит автобиографический характер. В 1972 году Шел Силверстайн рассказал журналу Rolling Stone, что был влюблен в девушку по имени Сильвия Пандольфи (Sylvia Pandolfi) и позвонил в тот момент, когда та собиралась уезжать на собственную свадьбу. Мать девушки Луиза, отказавшись позвать дочь к телефону, рассказала, что та собирается замуж, за мексиканца — тореро и художника. В конечном итоге (в реальности, но не в песне) она всё же позвала дочь, добавив умоляюще: «Шел, только не мешай ей!» «В течение десяти секунд я испытывал самонадеянный прилив надежды… но на самом деле помешать ей я не смог бы и отбойным молотком», — говорил он.

## Издания (избранное)
- 1971 — Doctor Hook & the Medicine Show (3:50, Columbia)
- 1972 — RX (3:48, Sony Music Distribution)
- 1975 — Ballad of Lucy Jordan (CBS Records)
- 1976 — Dr. Hook and the Medicine Show: Revisited (3:51, Columbia)
- 1980 — The Best of Dr. Hook (CBS Records)
- 1985 — Live in the UK (MFP)
- 1988 — Love Songs (3:47, EMI)
- 1989 — Pop Classics of the '70s (3:48, Columbia)
- 1990 — Real Country (3:48, Sony Music)
- 1990 — Super Hits of the '70s: Have a Nice Day, Vol. 8 (3:31, Rhino)
- 1992 — Sounds of the Seventies: Seventies Top Forty (3:41, Time/Life Music)
- 1995 — Country Side (3:49, K-Tel)
- 1996 — Pleasure & Pain: The History of Dr. Hook (3:48, EMI)
- 1996 — Rock On, 1972: Summer Breeze (Excelsior Recordings)
- 1997 — Rock 'N Roll Relix: 1970—1978 (3:49, Eclipse)
- 1999 — Dr. Hook, Vol. 2 (4:27, Disky)
- 2000 — The Official American Bandstand Library of Rock & Roll (3:41, Atlantic)
- 2001 — A Year in Your Life: 1972, Vol. 2 (3:50, Definitive)
- 2003 — I Got Stoned and I Missed It: The Best from Shel Silverstein 1971—1979 (3:48, Raven)
- 2003 — The Essential Dr. Hook and the Medicine Show (3:50, Columbia)
- 2006 — A Brief History Of Soft Rock (3:48, Commercial Sales)

## Видео
- Sylvia’s Mother. — Dr. Hook & the Medicine Show, 1972.